# Bisfenóide
Na geometria, uma bisfenóide (do grego sphenoeides) é um tetraedro cujas quatro faces formam ângulos agudos congruentes. Ela também pode ser descrita como um tetraedro em que a cada duas arestas opostas, possuem mesmo comprimento. Outros nomes para a mesma forma são Esfenóide, bisfenóide,tetraedro isósceles,tetraedro equifacial,quase tetraedro regular. and tetramonohedron.
Todos osângulos sólidos e vertex da bisfenóide são iguais, e a soma da face dos ângulos em cada vértice é igual a dois ângulos retos. No entanto, uma bisfenóide não é um poliedro regular, porque, em geral, suas faces não são polígonos regulares, e suas arestas apresentam três diferentes comprimentos.

## Casos especiais e generalizações
Se as faces de uma bisfenóide são triângulos equiláteros, então ela é um tetraedro regular com T od,  ela possui simetria tetraédrica, embora nesse caso, normalmente não é chamada de bisfenóide. Quando as faces de um bisfenóide  são triângulos isósceles, ela é chamada de uma bisfenóide tetragonal. Neste caso, ela tem D2d simetria diedro.
Uma bisfenóide com triângulos escalenos como suas faces é chamada de uma bisfenóide rômbica e tem D2 simetria diedro. Ao contrário da bisfenóide tetragonal, a bisfenóide rômbica não tem simetria de reflexão, portanto, é quiral.
Tanto as bisfenóides tetragonais quanto as bisfenóides rômbicas são isoédricas: além de ser congruente, todas as suas faces são simétricas entre si.
Não é possível construir uma bisfenóide com um triângulo retângulo ou triângulos de faces obtusas. Quando os triângulos retângulos são colados no padrão de uma bisfenóide, eles formam uma figura plana (uma duplo recobrimento de retângulo) que não coloque qualquer volume. When right triangles are glued together in the pattern of a disphenoid, they form a flat figure (a doubly-covered rectangle) that does not enclose any volume. Quando triângulos obtusos são colados desta forma, a resultante da superfície pode ser dobrada para formar uma bisfenóide (Teorema da singularidade de Alexandrov) com triângulo de faces agudas e arestas que, em geral, não se encontram ao longo das arestas de um determinado triângulos obtusos.
Mais dois tipos de generalizações de tetraedro da bisfenóide que possuem nomes semelhantes. A bisfenóide digonal tem faces com duas formas diferentes, ambos os triângulos isósceles, com duas faces de cada forma. A bisfenóide filica da mesma forma tem faces com duas formas de triângulos escalenos.
Bisfenóides também podem ser vistas como digonal antiprismas ou como prismas quadriláteros alternados.

## Caracterizações
Um tetraedro é uma bisfenóide se, e somente se, o seu paralelepípedo circunscrito é um ângulo reto.
Temos também que um tetraedro é uma bisfenóide se, e somente se, o centro da esfera circunscrita e a esfera inscrita coincidem.
Outro estado de caracterização é que se d1, d2 e d3 são perpendiculares comuns de AB e CD; AC e BD; e AD e BC , respectivamente, em um tetraedro ABCD, em seguida, o tetraedro é uma bisfenóide se e somente se d1, d2 e d3 são pares perpendiculares.
As bisfenóides são os únicos poliedros que possuem um número infinito de não-auto-intersecção geodésica fechada . Em uma bisfenóide, todas geodésicas fechadas são não-auto-intersecção.
As bisfenóides são tetraedros que todas as quatro faces têm o mesmo perímetro, os tetraedros em que todas as quatro faces têm a mesma área, e os tetraedros em que o defeitos angulares de todos os quatro vértices são iguais a π. Eles são os poliedros de tendo uma planificação em forma de uma contorno de um triângulo agudo, dividido em quatro triângulos semelhantes por segmentos conectando arestas dos pontos médios.

## Fórmulas métricas
O volume de uma bisfenóide com arestaas opostas de comprimento l, m e n , é dada por
{\displaystyle V={\sqrt {\frac {(l^{2}+m^{2}-n^{2})(l^{2}-m^{2}+n^{2})(-l^{2}+m^{2}+n^{2})}{72}}}.}
A esfera circunscrita tem raio(Raio circunferencial)
{\displaystyle R={\sqrt {\frac {l^{2}+m^{2}+n^{2}}{8}}}}
e o esfera inscrita tem raio
{\displaystyle r={\frac {3V}{4T}}}
onde V é o volume da bisfenóide e T é a área de qualquer face, que é dada pela fórmula de Heron. Há também a seguinte relação interessante conectando o volume e o raio circunferencial:
{\displaystyle \displaystyle 16T^{2}R^{2}=l^{2}m^{2}n^{2}+9V^{2}.}
Os quadrados dos comprimentos das bimédias são
{\displaystyle {\tfrac {1}{2}}(l^{2}+m^{2}-n^{2}),\quad {\tfrac {1}{2}}(l^{2}-m^{2}+n^{2}),\quad {\tfrac {1}{2}}(-l^{2}+m^{2}+n^{2}).}

## Outras propriedades
Se as quatro faces de um tetraedro têm o mesmo perímetro e, então o tetraedro é uma bisfenóide.
Se as quatro faces de um tetraedro têm a mesma área, então é uma bisfenóide.
Os centros na esfera circunscrita e inscrita coincide com o centróide da bisfenóide.
As bimédias são perpendiculares às arestas, elas se conectam umas com as outras.

## Favos de mel e cristais
Algumas bisfenóides tetragonais irão formar os favos de mel. A bisfenóide cujo quatro vértices são (-1, 0, 0), (1, 0, 0), (0, 1, 1), e (0, 1, -1) é uma bisfenóide. Cada uma de suas quatro faces são triângulos isósceles com arestas de comprimentos √3, √3, e 2. Ela pode tesselar espaços para formar a bisfenóide tetraédrica favo de mel. Como Gibb (1990) descreve, ela pode ser dobrada sem corte ou sobreposição a partir de uma única folha de papel a4.
"Bisfenóide" é também usada para descrever duas formas de cristais:
- Um cristal com formato de cunha tetragonal ou sistema ortorômbico. Ele tem quatro faces triangulares que são iguais e que correspondem a posição das faces alternativas do tetragonal ou bipirâmide ortorômbico . Ele é simétrico sobre cada um dos três mutuamente perpendiculares eixos diad de simetria em todas as classes, exceto a bifenoidal tetragonal, na qual o formulário é gerado por um eixo de simetria tetrad inverso.
- De uma forma cristalina, delimitada por oito triângulos escalenos dispostos em pares, constituindo um escalenoedro tetragonal.